# Hrvatski nogometni kup 1994/95
Der Hrvatski nogometni kup 1994/95 war der vierte Wettbewerb um den kroatischen Fußballpokal nach der Loslösung des kroatischen Fußballverbandes aus dem jugoslawischen Fußballverband.
Hajduk Split setzte sich in zwei Finalspielen gegen den Titelverteidiger NK Croatia Zagreb durch. Es war Hajduks zweiter Pokalsieg im unabhängigen Kroatien und der elfte insgesamt.

## Modus
In jeder Runde einschließlich des Finales wurden jeweils Hin- und Rückspiele ausgetragen. Bei gleicher Anzahl an Toren aus beiden Spielen kam die Mannschaft weiter, die auswärts mehr Tore erzielt hatte. Herrschte auch hier Gleichstand, wurde ein Elfmeterschießen zur Ermittlung des Siegers ausgetragen.

## Ergebnisse

### Sechzehntelfinale
Die Hinspiele fanden am 6. und 7. September 1994 statt, die Rückspiele am 10. und 12. September.
|                      | Gesamt          |                     | Hinspiel | Rückspiel |
| -------------------- | --------------- | ------------------- | -------- | --------- |
| NK Bedem Ivankovo    | 3:8             | NK Croatia Zagreb   | 0:3      | 3:5       |
| NK Gospić ’91        | 01:10           | Hajduk Split        | 1:5      | 0:5       |
| NK Metalac Sisak     | 1:7             | Inker Zaprešić      | 1:5      | 0:2       |
| NK Valpovka Valpovo  | 0:4             | HNK Rijeka          | 0:2      | 0:2       |
| NK Karlovac          | 1:4             | NK Zagreb           | 0:0      | 1:4       |
| NK Mladost Cernik    | 2:6             | NK Zadar            | 1:4      | 1:2       |
| NK Slaven Belupo     | 1:4             | NK Varteks Varaždin | 1:2      | 0:2       |
| NK Špansko           | 1:1 (6:5 i. E.) | NK Istra Pula       | 1:0      | 0:1       |
| NK Jadran Poreč      | 1:7             | NK Osijek           | 0:4      | 1:3       |
| Radnik Velika Gorica | 1:3             | Cibalia Vinkovci    | 1:2      | 0:1       |
| RNK Split            | 3:1             | NK Bjelovar         | 2:0      | 1:1       |
| Budućnost Hodošan    | (a)4:4(a)       | NK Croatia Đakovo   | 4:1      | 0:3       |
| NK Mladost Zabok     | 00:15           | HNK Segesta Sisak   | 0:7      | 0:8       |
| NK Primorac Stobreč  | 3:4             | HNK Šibenik         | 3:1      | 0:3       |
| NK Pazinka Pazin     | 1:6             | NK Belišće          | 1:1      | 0:5       |
| NK Dubrava Zagreb    | 0:8             | HNK Dubrovnik       | 0:2      | 0:6       |

### Achtelfinale
Die Hinspiele fanden am 25. und 26. Oktober 1994 statt, die Rückspiele am 29. und 30. Oktober.
|                   | Gesamt          |                     | Hinspiel | Rückspiel |
| ----------------- | --------------- | ------------------- | -------- | --------- |
| NK Belišće        | 3:5             | NK Croatia Zagreb   | 2:1      | 1:4       |
| NK Špansko        | 4:5             | Hajduk Split        | 1:1      | 3:4       |
| Cibalia Vinkovci  | 3:3 (5:3 i. E.) | Inker Zaprešić      | 2:1      | 1:2       |
| RNK Split         | 0:5             | HNK Rijeka          | 0:1      | 0:4       |
| NK Croatia Đakovo | 2:6             | NK Zagreb           | 2:2      | 0:4       |
| HNK Segesta Sisak | 2:0             | NK Zadar            | 1:0      | 1:0       |
| HNK Dubrovnik     | 3:5             | NK Osijek           | 3:1      | 0:4       |
| HNK Šibenik       | 2:2 (1:3 i. E.) | NK Varteks Varaždin | 2:1      | 1:2       |

### Viertelfinale
Die Hinspiele fanden am 8. und 26. März 1995 statt, die Rückspiele am 5. April.
|                     | Gesamt          |                   | Hinspiel | Rückspiel |
| ------------------- | --------------- | ----------------- | -------- | --------- |
| Cibalia Vinkovci    | 0:1             | NK Croatia Zagreb | 0:0      | 0:1       |
| HNK Segesta Sisak   | 1:4             | Hajduk Split      | 1:1      | 0:3       |
| NK Osijek           | 1:1 (4:2 i. E.) | HNK Rijeka        | 1:0      | 0:1       |
| NK Varteks Varaždin | (a)1:1(a)       | NK Zagreb         | 0:0      | 1:1       |

### Halbfinale
Die Hinspiele des Halbfinals fanden am 19. April 1995 statt, die Rückspiele am 10. Mai.
|                     | Gesamt |                   | Hinspiel | Rückspiel |
| ------------------- | ------ | ----------------- | -------- | --------- |
| NK Osijek           | 1:4    | NK Croatia Zagreb | 0:2      | 1:2       |
| NK Varteks Varaždin | 1:5    | Hajduk Split      | 1:1      | 0:4       |

### Finale

#### Hinspiel
| Hajduk Split                           | Hajduk Split | NK Croatia Zagreb | NK Croatia Zagreb |
| -------------------------------------- | --- | --- | ----------------- |
| Hajduk Split                           | \| 17. Mai 1995 in Split (Stadion Poljud) \| \| Ergebnis: 3:2 (1:0) \| \| Zuschauer: 15.000 \| \| Schiedsrichter: Željko Širić \| \| Spielbericht \|                                                                                      | \| 17. Mai 1995 in Split (Stadion Poljud) \| \| Ergebnis: 3:2 (1:0) \| \| Zuschauer: 15.000 \| \| Schiedsrichter: Željko Širić \| \| Spielbericht \|                                                                                          | NK Croatia Zagreb |
| Hajduk Split                           | Tonči Gabrić – Darko Butorović, Darko Jozinović (64. Milan Rapaić), Mirsad Hibić, Igor Štimac – Saša Person, Kazimir Vulić, Nenad Pralija, Tomislav Erceg – Aljoša Asanović, Renato Jurčec (60. Ivica Mornar) Cheftrainer: Ivan Katalinić | Dražen Ladić – Dževad Turković, Damir Lesjak, Dario Šimić, Zvonimir Soldo – Slavko Ištvanić (68. Mario Novaković), Josip Gašpar, Joško Jeličić, Igor Pamić (89. Alen Peternac) – Marko Mlinarić, Igor Cvitanović Cheftrainer: Zlatko Kranjčar | NK Croatia Zagreb |
| Hajduk Split                           | 1:0 Tomislav Erceg (40.) 2:1 Tomislav Erceg (51.) 3:2 Aljoša Asanović (77.) | 1:1 Igor Pamić (46.) 2:2 Joško Jeličić (75.) | NK Croatia Zagreb |
| Hajduk Split                           | Štimac (36.), Rapaić (84.) | Gašpar (28.), Turković (80.) | NK Croatia Zagreb |
| Hajduk Split                           | Gabrić (88.) | | NK Croatia Zagreb |
| 17. Mai 1995 in Split (Stadion Poljud) | | |                   |
| Ergebnis: 3:2 (1:0)                    | | |                   |
| Zuschauer: 15.000                      | | |                   |
| Schiedsrichter: Željko Širić           | | |                   |
| Spielbericht                           | | |                   |

#### Rückspiel
| NK Croatia Zagreb                         | NK Croatia Zagreb | Hajduk Split | Hajduk Split |
| ----------------------------------------- | --- | --- | ------------ |
| NK Croatia Zagreb                         | \| 28. Mai 1995 in Zagreb (Stadion Maksimir) \| \| Ergebnis: 0:1 (0:1) \| \| Zuschauer: 17.000 \| \| Schiedsrichter: Ivan Vranaričić \| \| Spielbericht \|                                                                    | \| 28. Mai 1995 in Zagreb (Stadion Maksimir) \| \| Ergebnis: 0:1 (0:1) \| \| Zuschauer: 17.000 \| \| Schiedsrichter: Ivan Vranaričić \| \| Spielbericht \|                                                                                                  | Hajduk Split |
| NK Croatia Zagreb                         | Dražen Ladić – Dževad Turković, Damir Lesjak, Dario Šimić, Zvonimir Soldo – Slavko Ištvanić, Miljenko Kovačić, Mario Novaković (65. Alen Peternac), Igor Pamić – Marko Mlinarić, Igor Cvitanović Cheftrainer: Zlatko Kranjčar | Tonči Gabrić (46. Zoran Slavica) – Darko Butorović, Darko Jozinović, Mirsad Hibić, Kazimit Vulić – Saša Person, Zoran Vulić, Nenad Pralija, Renato Jurčec (73. Iban Jurić) – Aljoša Asanović, Ivica Mornar (65. Sead Seferović) Cheftrainer: Ivan Katalinić | Hajduk Split |
| NK Croatia Zagreb                         | 0:1 Aljoša Asanović (45.) | | Hajduk Split |
| NK Croatia Zagreb                         | Damir Lesjak, Pamić | Pralija | Hajduk Split |
| NK Croatia Zagreb                         | Šimić | | Hajduk Split |
| 28. Mai 1995 in Zagreb (Stadion Maksimir) | | |              |
| Ergebnis: 0:1 (0:1)                       | | |              |
| Zuschauer: 17.000                         | | |              |
| Schiedsrichter: Ivan Vranaričić           | | |              |
| Spielbericht                              | | |              |

## Torschützenliste
| Pl. | Name               | Mannschaft        | Tore |
| --- | ------------------ | ----------------- | ---- |
| 01. | Tomislav Erceg     | Hajduk Split      | 7    |
| 02. | Renato Jurčec      | Inker Zaprešić    | 5    |
| 02. | Alen Peternac      | HNK Segesta Sisak | 5    |
| 04. | Stipe Andrijašević | Hajduk Split      | 4    |
| 04. | Joško Jeličić      | NK Croatia Zagreb | 4    |
| 04. | Antun Labak        | NK Osijek         | 4    |
| 04. | Renato Mihaljević  | HNK Dubrovnik     | 4    |
| 04. | Jasmin Samardžić   | HNK Rijeka        | 4    |
| 04. | Ylli Shehu         | HNK Šibenik       | 4    |
| 04. | Dragan Vukoja      | NK Osijek         | 4    |